# Lower East Side

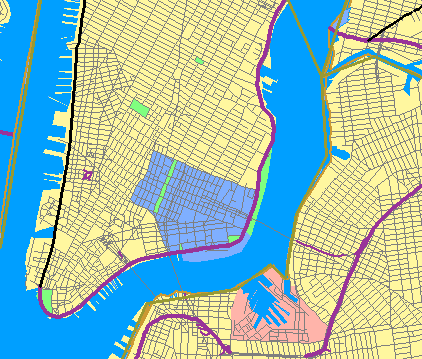
Lower East Side in Manhattan (blau markiert)

Die Lower East Side (LES) ist der Teil von Manhattan in New York City, der am südöstlichen Ende der Insel am East River liegt.

## Lage
Die genaue Abgrenzung des Stadtteils wird heute mit der Houston Street im Norden, Bowery im Westen und East River im Süden und Osten vorgenommen. Bis zu den 60er Jahren zählte das heutige East Village als nördlicher Teil mit zur Lower East Side. Kulturschaffende und Immobilienmakler forcierten die namentliche Trennung, um sich so von den Slums im südlichen Bereich der Lower East Side abgrenzen zu können.

## Geschichte

### Seit dem 17. Jahrhundert

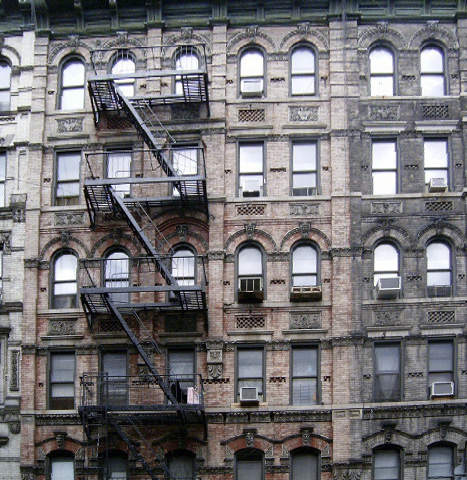
Tenement-Gebäude (Mietshaus), Lower East Side, Manhattan, New York

1621 erwarb die Niederländische West India Company die Handelsrechte für das Gebiet vom heutigen New Jersey bis nach Neuengland. Infolgedessen siedelten 1624 30 wallonische Familien auf der Südspitze des heutigen Manhattan (Lower Manhattan) und nannten ihre befestigte Siedlung Nieuw Amsterdam. Ihre wirtschaftliche Basis stellte der Pelzhandel mit der einheimischen indigenen Bevölkerung dar.
1626 erwarb der Weseler Kaufmann Peter Minuit, wie man vermutet, die komplette Insel des heutigen Manhattan für rund 60 Gulden und wurde damit zugleich der erste Gouverneur der Insel. Mit der Niederländischen West India Company kamen neue Siedler, aber auch afrikanische Sklaven, die bei dem sich nun auch schnell entwickelnden Ackerbau eingesetzt wurden.
1656 ließ Petrus Stuyvesant als neuer Gouverneur der Siedlung eine erste Karte von Nieuw Amsterdam anfertigen und schickte sie in seine Heimat, die Niederlande. Die Karte zeigte 120 Häuser, in denen ca. 1.000 Einwohner lebten. Nach politischen Machtkämpfen übernahmen schließlich die Engländer die Kontrolle über Nieuw Amsterdam und benannten es am 2. Februar 1664 in New York City um, benannt nach dem englischen Adeligen, dem Duke of York.
Aus allen Teilen Europas kamen weitere Auswanderer, um in der ökonomisch florierenden und schnell wachsenden Siedlung ihr Glück zu versuchen. Bereits um 1672 ließen sich 2.500 Menschen zählen, um 1700 waren es ca. 5.000 und um 1800 über 60.000. Die Lower East Side wurde schnell zum Tor für Einwanderer, und dies nicht nur für New York City, sondern auch für den Rest der gesamten Vereinigten Staaten.

### Einwanderungswellen im 19. Jahrhundert

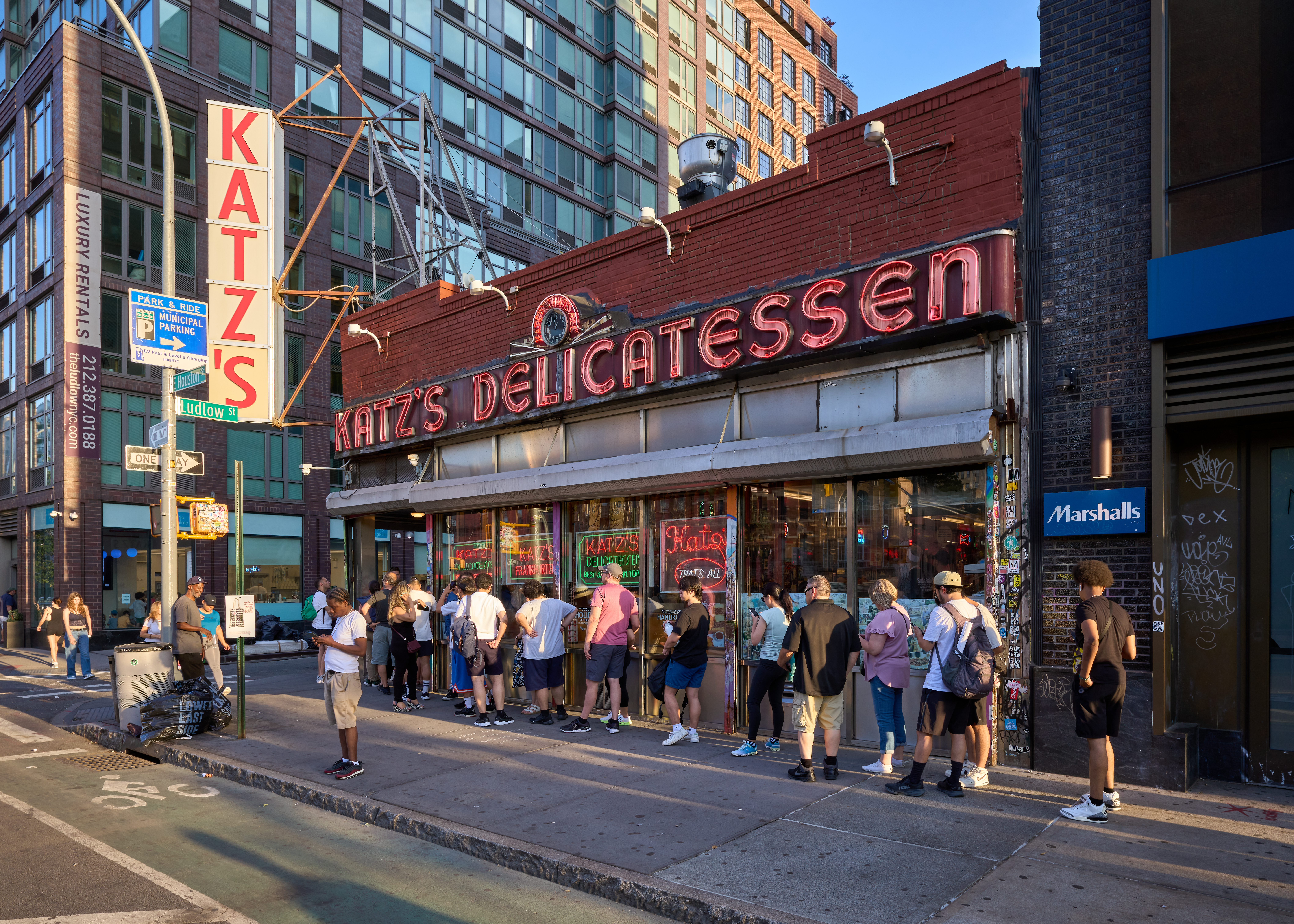
Das 1888 eröffnete Restaurant Katz’s Delicatessen spiegelt bis heute die jüdische Kultur der Lower East Side wider

1820 setzte die große irische Einwanderungswelle ein, die in der irischen Hungersnot (Kartoffelhungersnot) von 1845 bis 1849 ihren Höhepunkt fand. Als 1855 die große deutsche Einwanderungswelle einsetzte, hatte New York City schon mehr als eine halbe Million Einwohner. 1870 lebten mehr als 170.000 deutschsprechende Immigranten in der Lower East Side. Sie bildeten ein Viertel im nördlichen Teil der Lower East Side, welches auch als Kleindeutschland bekannt wurde. Zur gleichen Zeit begann sich Little Italy westlich davon zu entwickeln und südwestlich um die Jahrhundertwende herum Chinatown. Europäische Juden aus Osteuropa kamen ab 1880 in größerer Zahl hinzu. Bis 1915 machten die jüdischen Einwanderer fast 60 % der Bevölkerung der Lower East Side aus; mehrere Synagogen wurden errichtet. Leben, Kultur und Probleme immigrierter osteuropäischer Juden in der Lower East Side wurde in zahlreichen Werken von Isaac Bashevis Singer anschaulich beschrieben.

### Seit den 1950er Jahren

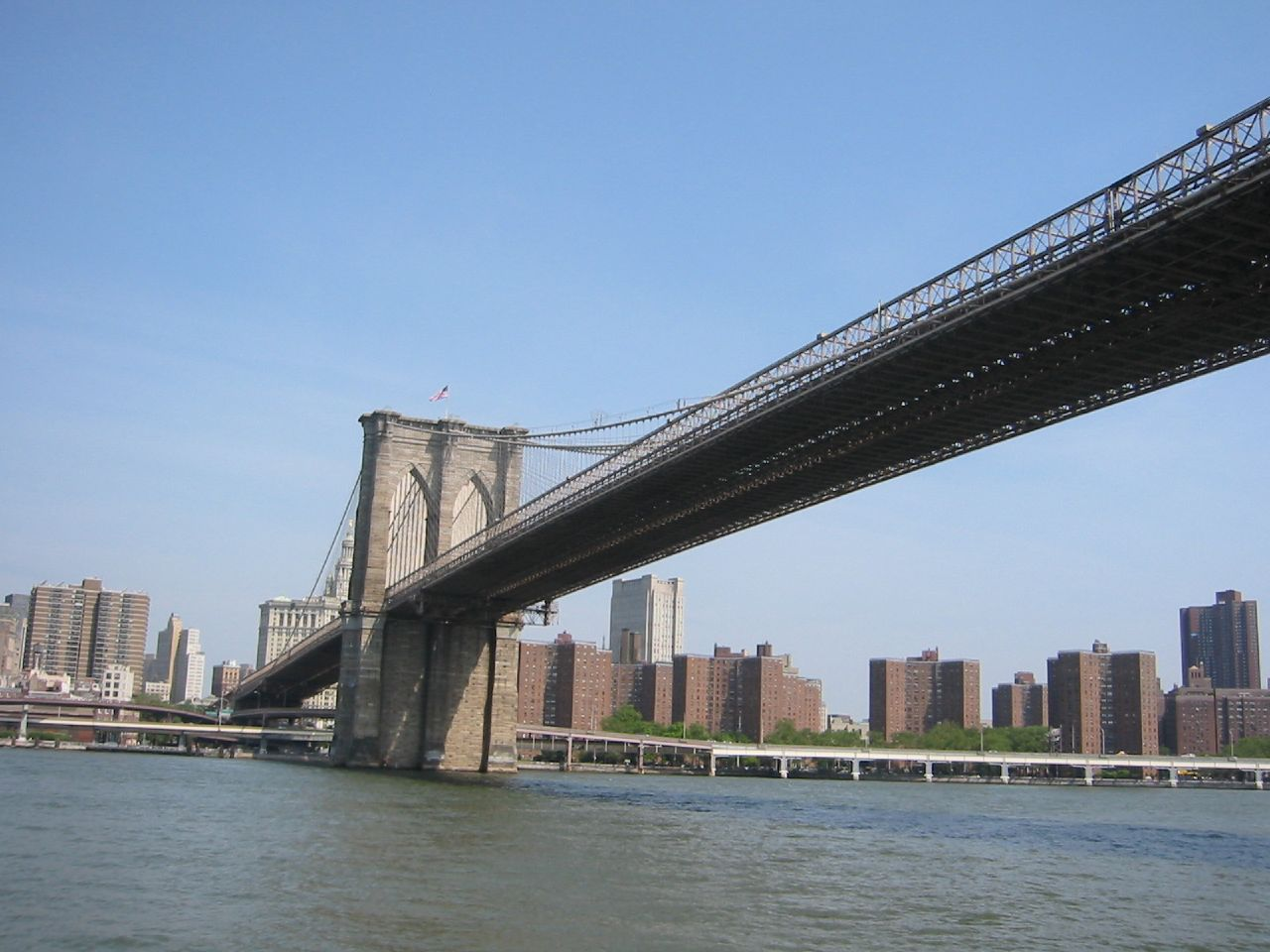
Brooklyn Bridge mit den Alfred E. Smith Houses im Hintergrund

Von Anfang der 1940er Jahre bis Ende der 1950er Jahre wurden weite Teile der Lower East Side, insbesondere die Viertel entlang des East River, umfangreichen Flächensanierungen unterzogen. Diese Maßnahmen fielen in eine Zeit, in welcher der soziale Wohnungsbau in New York City beträchtlich ausgedehnt wurde. In den dicht bebauten Stadtvierteln, wie z. B. der Lower East Side, geschah das fast zur Gänze auf Kosten der vorhandenen Bebauung aus dem 19. Jahrhundert. Zu den größten Neubausiedlungen gehören die Alfred E. Smith Houses im Süden der Lower East Side neben der Brooklyn Bridge sowie die Baruch Houses.
Als Tor zur Einwanderung in die Vereinigten Staaten war die Lower East Side über Jahrhunderte hinweg Sammelbecken der Kulturen. Der Schmelztiegel hat aufgrund der Sprachvielfalt und der unterschiedlichen Religionen diesem Stadtteil Manhattans einen unverwechselbaren Charakter gegeben.
Mit der Liberalisierung der Einwanderungsgesetze in den 1960er-Jahren kamen Einwanderer aus Lateinamerika, Mittelamerika und aus verschiedenen asiatischen Ländern hinzu.
Gegen Ende der 1990er hat sich Chinatown über Teile der Lower East Side ausgedehnt und eine Abwanderung der jüdischen Bevölkerung bemerkbar gemacht. Die Polen, Italiener und Ukrainer, die das Straßenbild prägten, sind neueren Einwanderern, zum Beispiel aus Japan und Bangladesch, gewichen.
Seit den 1960er-Jahren vollzog sich eine zunehmende Aufwertung (Gentrifizierung) des East Village durch Hippies, Musiker und Lebenskünstler, die sich hier ansiedelten und ein großes Medienecho hervorriefen. In den letzten Jahren hat sich die Tendenz des East Village zum Trendigen auf die noch nicht sanierten Teile der Lower East Side ausgedehnt. Dies hat den Stadtteil verjüngt und ihm den subbürgerlichen Anstrich genommen beziehungsweise zur Kulisse gemacht. Viele Geschäfte und Institutionen, die über mehrere Generationen hinweg bestanden, sind nicht mehr zu finden. Die übliche sonntägliche Schließung der Orchard Street ist kaum mehr nötig, weil die Straßenhändler zu Gunsten neuer und teurerer Boutiquen beinahe verschwunden sind. Die Gegend ist zum Ausgehviertel mit vielen Konzert-Lokalitäten geworden.

## In der Kultur
Folgende Filme spielen in der Lower East Side:
- Der Film Es war einmal in Amerika (1984) beschreibt die Kindheit der Hauptfiguren im jüdischen Viertel Lower East Side in den 1920er Jahren.
- Mondsüchtig von Norman Jewison (1987)
- Crossing Delancey von Joan Micklin Silver (1988)
- Hester Street von Joan Micklin Silver (1975) nach einem Buch von Abraham Cahan
- Harry und Sally von Rob Reiner (1989)
- Gangs of New York von Martin Scorsese (2001)
- The Jazz Singer von Alan Crosland (1927)
- The Cobbler von Tom McCarthy (2014)
- Permanent Vacation von Jim Jarmusch (1980)
- Auch der Spielfilm Feinde – Die Geschichte einer Liebe (1989), von Paul Mazursky nach einem Roman Isaac Bashevis Singer, der im jüdischen Milieu von New York spielt, spielt teilweise in der Lower East Side.

Die Lower East Side findet in folgenden musikalischen Werken Erwähnung:
- Der von Rockmusiker Michael Monroe veröffentlichte Song Ballad of the Lower East Side (2013) thematisiert die soziale Wandlung der Lower East Side seit den 1980er Jahren.[3]